# USS Jackson (LCS-6)
El USS Jackson (LCS-6) de la Armada de los Estados Unidos es un buque de combate litoral de la clase Independence. Fue puesto en gradas en 2012, botado en 2013 y asignado en 2015. Su nombre honra a la capital de Misisipi y al 7.º presidente de los Estados Unidos Andrew Jackson.

## Construcción
Construido por Austal USA (Mobile, Alabama), comenzó su fabricación en 2011. Fue puesto en gradas el 18 de octubre de 2012 y botado el 14 de diciembre de 2013. Fue asignado el 5 de diciembre de 2015 en Gulfport, Misisipi; convirtiéndose en el primer buque de la marina estadounidense construido enteramente por Austal USA.

## Historia de servicio
Fue asignado al LCS Squadron One con apostadero en la Naval Base San Diego.
En mayo de 2022 el Jackson participó del 28.º ejercicio CARAT en el golfo de Tailandia junto a la Real Armada Tailandesa. Está asignado al DESRON 7 y despliega con la Séptima Flota.